# スローターズ (ケンタッキー州)
スローターズ（英語: Slaughters）は、アメリカ合衆国ケンタッキー州ウェブスター郡の都市。ホームルールをもった自治都市に分類される。人口は190人（2020年国勢調査）。
国道41号線のすぐ西、郡庁所在地のディクソンの東9.5マイル (15.3 km)に位置している。
CSXトランスポーテーションが町を通過しており、都市と同名の側線を運行している。

## 歴史
地元に伝承によると、1855年にトランプゲームを勝ち抜き、町と郵便局の命名権を獲得したグスタフ・スローター（Gustavus Slaughter）にちなんで名付けられたという。
郵便局は1856年1月29日にスローターズビル（Slaughtersville）として設立され、ヘンリー・A・プラターが郵便局長に就任した。スローターは1860年から1865年まで郵便局長を務め、スティマンが後任となった。
町は1861年4月4日に法人化された。郵便局は1915年にスローターズに改名されたが、市名は1967年までスローターズビルのままであった。

## 地理
アメリカ合衆国国勢調査局によると、2023年の総面積は0.231平方マイル (0.60 km2)で、そのうち陸地は0.23平方マイル (0.60 km2)、水域は0.001平方マイル (0.0026 km2)、割合は0.43パーセントである。

## 住民
2020年国勢調査によると人口は190人である。人種別だと白人が約95%を占める。
| 人種 / 民族 (NH = 非ヒスパニック)               | 人口 | 人口に占める割合 |
| ----------------------------------------------- | ---- | ---------------- |
| 白人 (NH)                                       | 180  | 94.74%           |
| アフリカ系アメリカ人 (NH)                       | 0    | 0.00%            |
| ネイティブ・アメリカンおよびアラスカ先住民 (NH) | 0    | 0.00%            |
| アジア系アメリカ人 (NH)                         | 1    | 0.53%            |
| 太平洋諸島系 (NH)                               | 0    | 0.00%            |
| その他の人種 (NH)                               | 0    | 0.00%            |
| 混血 (NH)                                       | 6    | 3.16%            |
| ヒスパニック/ラテン系アメリカ人                 | 3    | 1.58%            |
| 合計                                            | 190  | 100%             |

## 出身人物
- クリス・ナイト（英語版） - ミズーリ州セントルイス生まれ、スローターズ育ち